# Шлахтфест

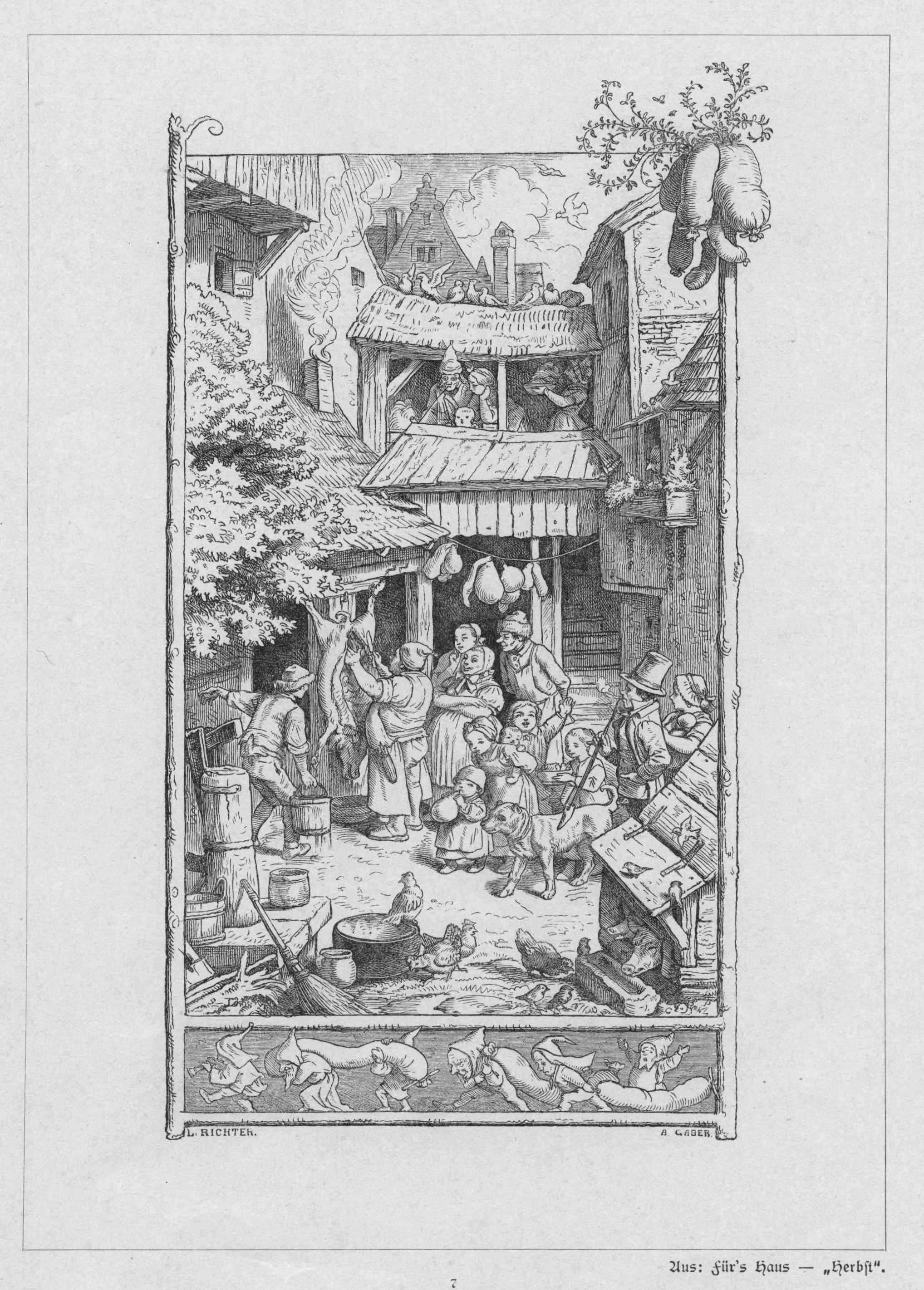
Шлахтфест. Иллюстрация к изданию произведений Фердинанда Авенариуса. 1860-е

Шла́хтфест (нем. Schlachtfest) — традиционный в Германии праздник забоя свиньи и переработки туши с последующим обильным угощением из мясных блюд. Ныне несколько забытый элемент гастрономической культуры, на пике своей популярности в XIX веке шлахтфест как возможность вдоволь наесться мясом отмечали поздней осенью и вплоть до Рождества как в крестьянских хозяйствах, так и в городских семьях и трактирах, которые брали поросят на откорм или специально приобретали уже откормленную свинью. Забой свиньи — трудоёмкий процесс и редкое событие, и устроители шлахтфеста щедро одаривали свежеприготовленными мясными продуктами приглашённого мясника, помощников, родню и соседей. Традиционные блюда на шлахтфест — кессельфлайш и шлахтплатте. Особый ритуал шлахтфеста сложился во франконском Швайнфурте.
По сохранившимся воспоминаниям жителя Рудных гор из Ольбернхау, в семье его дедушки и бабушки грязные работы по забою, разделке туши и очистке кишок свиньи продолжались с раннего утра до полудня. Затем первым делом ставили на огонь котёл с кессельфлайшем и ставили на нитритный посол сало, окорока и ножки. Кульминация праздника — нарезка кессельфлайша. Варёное сало нарезали кубиками для начинки кровяной колбасы и лебервурстов, при этом участникам разрешалось отведать обрабатываемую мясную продукцию, а случайных и неслучайных наблюдателей угощали кессельфлайшем с квашеной капустой и хлебом, соседей одаривали нарезкой отварного мяса. На следующем этапе изготовления колбас помощникам также невозбранно разрешалось лакомиться колбасным фаршем. Каждый мясник хранил в тайне набор добавляемых в колбасный фарш приправ. Кровяные колбасы и лебервурсты отваривали в том же котле, где варился кессельфлайш. Вечером соседи заходили забрать по большому кувшину оставшегося насыщенного бульона из-под колбас, из которого по добавлении тёртого отварного картофеля получался вкусный суп. В последнюю очередь изготавливали братвурсты и меттвурсты, когда также разрешалось поесть сырого свиного фарша. Пиршество с братвурстами обычно происходило на следующий день, отваренные колбасы, просоленное сало и окорока отправляли подкоптиться на дымоход.